# 美濃加茂市立三和小学校
美濃加茂市立三和小学校（みのかもしりつ みわしょうがっこう）は、岐阜県美濃加茂市にある公立小学校。

## 概要
- 通学区域は三和町川浦、三和町廿屋である。公立中学校の進学先は美濃加茂市富加町中学校組合立双葉中学校である[1]。
- 2020年度の児童数は21名の小規模校である。美濃加茂市から小規模特認校の指定を受けている[2]。
- 近くを流れる川浦川のゲンジボタルは「三和のゲンジボタル」として美濃加茂市の天然記念物に指定されている。三和小学校はゲンジボタルの人工飼育を行うなど、保護活動を行っている。

## 沿革
- 1873年（明治6年） - 川浦村に習利義校、鹿塩村に研承義校が開校する。
- 1885年（明治18年） - 習利義校が川浦学校、研承義校が鹿塩学校に、それぞれ改称する。
- 1886年（明治19年） - 川浦学校が川浦簡易科小学校、鹿塩学校が鹿塩簡易科小学校に、それぞれ改称する。
- 1890年（明治23年） - 川浦簡易科小学校が川浦尋常小学校、鹿塩簡易科小学校が鹿塩尋常小学校に、それぞれ改称する。
- 1897年（明治30年）4月1日 - 川浦村、廿屋村、鹿塩村、および上川辺村の一部が合併し、三和村が発足。
- 1909年（明治42年） - 川浦尋常小学校、廿屋尋常小学校、鹿塩尋常小学校を統合し、三和尋常小学校となる。廿屋分校を設置。
- 1910年（明治43年） - 統一校舎が完成。
- 1911年（明治44年） - 三和尋常高等小学校に改称する。
- 1941年（昭和16年）4月1日 - 三和国民学校に改称する。
- 1947年（昭和22年）4月1日 - 三和村立三和小学校に改称する。
- 1954年（昭和29年）4月1日 - 太田町、古井町、伊深村、蜂屋村、山之上村、加茂野村、および三和村の一部（川浦、廿屋）と合併し、美濃加茂市が発足。同時に美濃加茂市立三和小学校に改称する。三和村大字鹿塩は川辺町に編入されたことにより、川辺町立川辺小学校[注釈 2]へ転出する。
- 1955年（昭和30年） - 新校舎（木造2階建）が完成する。
- 1963年（昭和38年） - 廿屋分校を廃止。
- 1968年（昭和43年）8月17日 - 台風第7号による集中豪雨[注釈 3]により、校舎の一部と運動場が流出。
- 1970年（昭和45年） - 校舎災害復旧工事が完了する。
- 1976年（昭和51年） - ゲンジボタルの人工飼育を開始。
- 1982年（昭和57年） - 体育館が完成。
- 1988年（昭和63年） - 新校舎（鉄筋コンクリート造3階建）が完成。